# مشگین‌جیق
مشکین‌جیق یکی از روستاهای استان آذربایجان شرقی است که در دهستان اوجان شرقی بخش تیکمه‌داش شهرستان بستان‌آباد واقع شده‌است.این روستا ۲۸۶ نفر جمعیت دارد.